# タアモ
タアモ（1月26日 - ）は、日本の漫画家。水瓶座。血液型はB型。

## 来歴・人物
2001年、『デラックス別冊少女コミック』10月号（小学館）に掲載の「てのひらをかさねて」でデビュー。
その後、『ベツコミ』、『デラックスベツコミ』、『モバフラ』などで活躍。
現在は『ベツコミ』を卒業して、『デザート』（講談社）2010年6月号より「たいようのいえ」を連載。同作は2014年に講談社漫画賞少女部門を受賞。また、『月刊フラワーズ』（小学館）2011年11月号より『アシさん』を連載。
自身のペンネームについて、初の単行本発売時に「タアモです。子どものときのあだ名がそのままペンネームになりました」という煽りが帯に記載されていた。

## 作品リスト

### 単行本

#### フラワーコミックス
以下は全て小学館の〈フラワーコミックス〉からの発売。
- 初恋ロケット（2005年5月26日発売）
  - 初恋ロケット
  - 夜汽車紀行
  - メテオに願いをかけて
  - バレンタインなんてなくなればいいのにどうしてあるんだろう
  - 僕の秘密とその理由
  - ボロと小さな魔女
- 少女のメランコリー（2006年3月24日発売）
  - 少女のメランコリー
  - 蛍火の雨が降る
  - ピーターパン・モノクローム
  - 銀のなみだ 銀のゆき
- あのこと ぼくのいえ（2006年9月26日発売）
  - あのこと ぼくのいえ
  - こいうたばやし
- いっしょにおふろ（2007年2月26日発売）
  - 神田川ラプソディー
  - きらぼしのダンス
  - サンタのキス
  - オレンジの街
- 吾輩は嫁である。（2007年7月26日発売）
  - 吾輩は嫁である。
  - ラブメイト
  - こどもサラダ
  - ライラックの花言葉
- 恋月夜のひめごと（2008年1月25日発売）
  - 恋月夜のひめごと
  - 落葉樹と戀の花
- お願い、せんせい（2008年7月25日発売）
  - 甘い涙は恋の味
  - アルタイルの恋文
  - 眠りの国の少年
- ライフル少女（2008年11月26日発売）
  - ライフル少女
  - ライフル少年
  - おばけ村へようこそ
- スヌスムムリクの恋人（全2巻・2010年2月26日同時発売） - 原作：野島伸司
  - スヌスムムリクの恋人

#### フラワーコミックスα
以下は小学館の〈フラワーコミックスα〉からの発売。
- アシさん（2011年 - 2015年、全3巻）
- 愛しの彼女は隠れオタク（『月刊flowers』2020年2月号[2] - 連載中、2022年[3] - 、既刊3巻） - 『アシさん』のスピンオフ[2]

#### KCデザート
以下は全て講談社の〈KCデザート〉からの発売。
- たいようのいえ（2010年 - 2015年、全13巻）
- 地球のおわりは恋のはじまり（2015年 - 2017年、全5巻）
- あつもりくんのお嫁さん（←未定）（2018年 - 2020年、全6巻）
- つむぐと恋になるふたり（『デザート』2021年12月号[4] - 2023年7月号[5]、2022年[6] - 、全4巻）

#### アフタヌーンKC
- 『僕だけが知ってるんだぜ』講談社〈アフタヌーンKC〉既刊2巻（『good!アフタヌーン』2024年12号[7] - 連載中）
  1. 2025年5月7日発売[8][9]、ISBN 978-4-06-539133-4
  2. 2025年7月7日発売[10]、ISBN 978-4-06-540043-2

### 単行本未収録
- 小さな魔女と人間の恋（『モバフラ』、小学館） - 2010年5月5日号に掲載。
- 小さな魔女とひみつの帽子（『モバフラ』、小学館） - 2010年7月5日号に掲載。
- コンとポン（ヤングジャンプ増刊 『アオハル』0号、集英社） - 2011年1月号に掲載。
- 電車なう（ヤングジャンプ増刊 『アオハル』0.5号、集英社） - 2011年9月号に掲載。
- スイーツ事変（ヤングジャンプ増刊 『アオハル“sweet”』、集英社） - 2012年3月20日号に掲載。
- モトカノなんてこわくない（ヤングジャンプ増刊 『アオハル“bitter”』、集英社） - 2012年4月20日号に掲載。
- ポリゴン彼女（ヤングジャンプ増刊 『アオハル』0.99号、集英社） - 2013年2月1日号に掲載。
- ドラゴンクエストX ゲストプレイマンガ（『ガンガンONLINE』、スクウェア・エニックス） - 2013年8月29日に掲載。

### 参加アンソロジー
- BITTERII 〜あなただけに愛されたい〜（2004年7月、フラワーコミックス、小学館）ISBN 4-09-130045-6
  - 「その冬のおとぎ話」収録
- それぞれの あらしのよるに（監修：きむらゆういち、2005年12月、フラワーコミックススペシャル、小学館）ISBN 4-09-130365-X
- Pure Love Seasons 3 秋〜せつなく〜: Betsucomi Best selection（2012年10月26日、フラワーコミックススペシャル、小学館）ISBN 4-09-134838-6
  - 「初恋と小さな魔女」収録

### 挿絵・イラスト
- 『百合姫Selection Vol.2』表紙（2010年6月、一迅社）
- 萌えシチュ（『ARIA』、講談社） - 2011年1月号に掲載。
- アイスプリンセスシリーズ（原作：リンダ・チャップマン、訳：岡田好惠、角川つばさ文庫）
  - 1.雪色キラっ☆スケート魔法学園へ!?（2011年2月、アスキー・メディアワークス）
  - 2.星空キラっ☆宝さがしのスケート合宿!!（2011年4月、アスキー・メディアワークス）
  - 2.涙キラっ☆さよならのアイスダンス（2011年6月15日、アスキー・メディアワークス）
- モエゴコロ（『マーガレット』、集英社） - 2011年5月5日号別冊付録に収録。